# Stenostephanus magdalenensis
Stenostephanus magdalenensis är en akantusväxtart som först beskrevs av Wassh., och fick sitt nu gällande namn av John Richard Ironside Wood. Stenostephanus magdalenensis ingår i släktet Stenostephanus och familjen akantusväxter. Inga underarter finns listade i Catalogue of Life.